# Ultraschalltherapie
Die Ultraschalltherapie ist ein Bereich der Physikalischen Therapie bzw. der Elektrotherapie und beschreibt ein medizinisches Verfahren zur Schmerzlinderung und Unterstützung von Selbstheilungsprozessen mittels Ultraschall. Der Frequenzbereich der Ultraschalltherapie liegt zwischen 0,8 und 3 MHz.
Zur Behandlung wird ein Schallkopf gleichmäßig über die mit Kontaktgel bedeckte, erkrankte Stelle geführt, der Wärme und Gewebebewegung im Körperinneren erzeugen soll. Hierbei ist zwischen einer Behandlung mit Dauerschall und einer Behandlung mit Impulsschall zu unterscheiden.

## Wirkung
In der Ultraschalltherapie kommt sowohl Dauer- als auch Impulsschall zum Einsatz. Die Art des Schalls spielt für die Gesamtbehandlungsdauer und die einzustellende Ultraschallstärke eine große Rolle. Wegen der starken Wärmebildung ist der gesamte Gesichts-, Wirbelsäulen- und Genitalbereich von der Behandlung auszuschließen.
In der Ultraschalltherapie kann sowohl die erkrankte Stelle lokal behandelt, als auch zuführende Nerven stimuliert werden. Die zu behandelnde Stelle wird mit einem Kontaktgel bedeckt, um die optimale Schallübertragung zu gewährleisten. Mit dem Schallkopf wird nun gleichmäßig und langsam über das zu behandelnde Areal gefahren. Wichtig hierbei ist, das zu behandelnde Areal möglichst genau einzugrenzen, und pro Behandlungseinheit nicht mehr als drei Areale zu beschallen. Die Behandlungsdauer eines Areals liegt zwischen einer und zwei Minuten. Chronische Erkrankungen werden je nach Schweregrad bis zu zehn Minuten behandelt.
Die Stärke des Ultraschalls wird in Watt pro cm² angegeben, wobei die Stärke zwischen minimalen 0,05 W/cm² und maximalen 1,00 W/cm² liegt, was stark schallartabhängig ist.
Zudem gibt es einige Kombinationsverfahren wie das Ultraschall-Simultanverfahren, welches eine Kombination aus Ultraschalltherapie und elektrotherapeutischen Anwendungen darstellt. Zudem ist, ähnlich wie bei der Iontophorese, eine sogenannte Phonophorese möglich.
Durch den auf den Körper wirkenden Ultraschall kommt es im Gewebe zu einer mechanischen und thermischen Wirkung.
Die mechanische  Wirkung ist eine Vibrationswirkung. Durch den Schalldruck kommt es im umliegenden Gewebe zu starken Kompressionen und Expansionen, was der Wirkung einer kräftigen Massage oder Bindegewebsmassage entspricht.
Die thermische Wirkung entsteht durch die Schallresorption körpereigenen Gewebes. Diese Wärmebildung kann durchaus therapeutisch genutzt werden, doch bietet sie auch Anlass zur Vorsicht. Die Haut resorbiert weitaus weniger Schall als die Knochenhaut (Periost), was selbst bei nur leichtem Wärmegefühl auf der Haut zu starken inneren Verbrennungen führen kann. Die Wärmebildung des Impulsschalls ist deutlich geringer als die des Dauerschalls, sodass bei lokaler Anwendung an Knochen ausschließlich der Impulsschall zum Einsatz kommt.
Darüber hinaus kann es zu Zellzerstörungen und Blutaustritt in das Gewebe kommen, sowie zur Entstehung von Gasbläschen im Körpergewebe (Kavitation).

## Mögliche Anwendung
Ultraschall kommt teilweise für Myalgien, chronische Muskel- oder Sehnenschmerzen, Frakturen oder Narben-/Gewebsverklebungen zur Anwendung. Allerdings lässt sich für diese Krankheitsbilder aus der verfügbaren Datenlage keine Behandlungsempfehlung ableiten. Was die Anwendung zur Frakturheilung betrifft, konnte eine Meta-Analyse von 26 randomisiert kontrollierten Studien keine relevante Wirkung feststellen. Wegen der fehlenden Wirkung und angesichts der teuren Ultraschallgeräte wird daher vom Einsatz zur Knochenheilung abgeraten.
Aufgrund von Tierversuchen wird spekuliert, ob Ultraschalltherapie zu einer schnelleren Heilung von (chronischen) Wunden der Haut, bspw. bei älteren Menschen mit Zuckerkrankheit beitragen könnte.
Zu den Kontraindikationen zählen strahlentherapeutisch behandelte Patienten, Blutgerinnungsstörungen (Hämophilie, Gerinnungshemmende Medikamente wie Heparin oder Marcumar), Gefäßerkrankungen (Varizen, Thrombosen), akut fiebrige Erkrankungen, Tumore und Metastasen, sowie die Anwendung über Gelenkersatz aus Polyethylen.

## Verwandte Themen
- Mit Ultraschall in der Diagnostik befasst sich die Sonografie.